# 長野県立須坂園芸高等学校
もしかして
- 長野県須坂園芸高等学校

ではありませんか？